# Agustín Ubal
Agustín Ubal Agostini (Montevideo, 19 luglio 2003) è un cestista uruguaiano con cittadinanza italiana.

## Carriera

### Nazionale
Nel 2022 ha partecipato, con la nazionale uruguaiana, ai Campionati americani, venendo eliminato al termine della fase a gironi.